# 短蕊青藤
短蕊青藤（学名：Illigera brevistaminata）为莲叶桐科青藤属下的一个种。